# Gastronomía de Irán

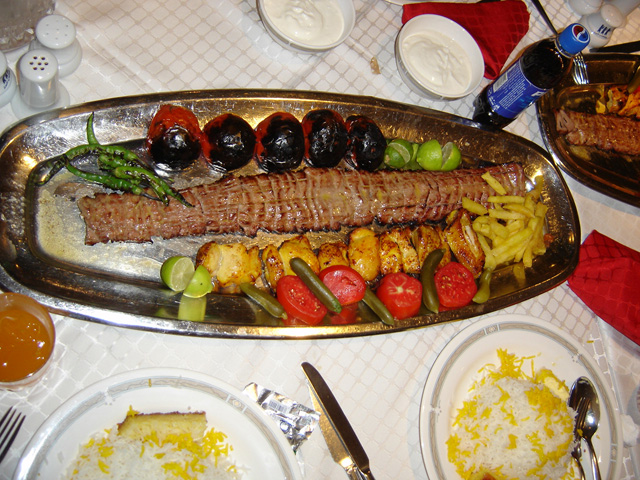
El ubicuo kabab persa servido con dos tipos de arroz: el plano y el amarillo denominado tah-chin.

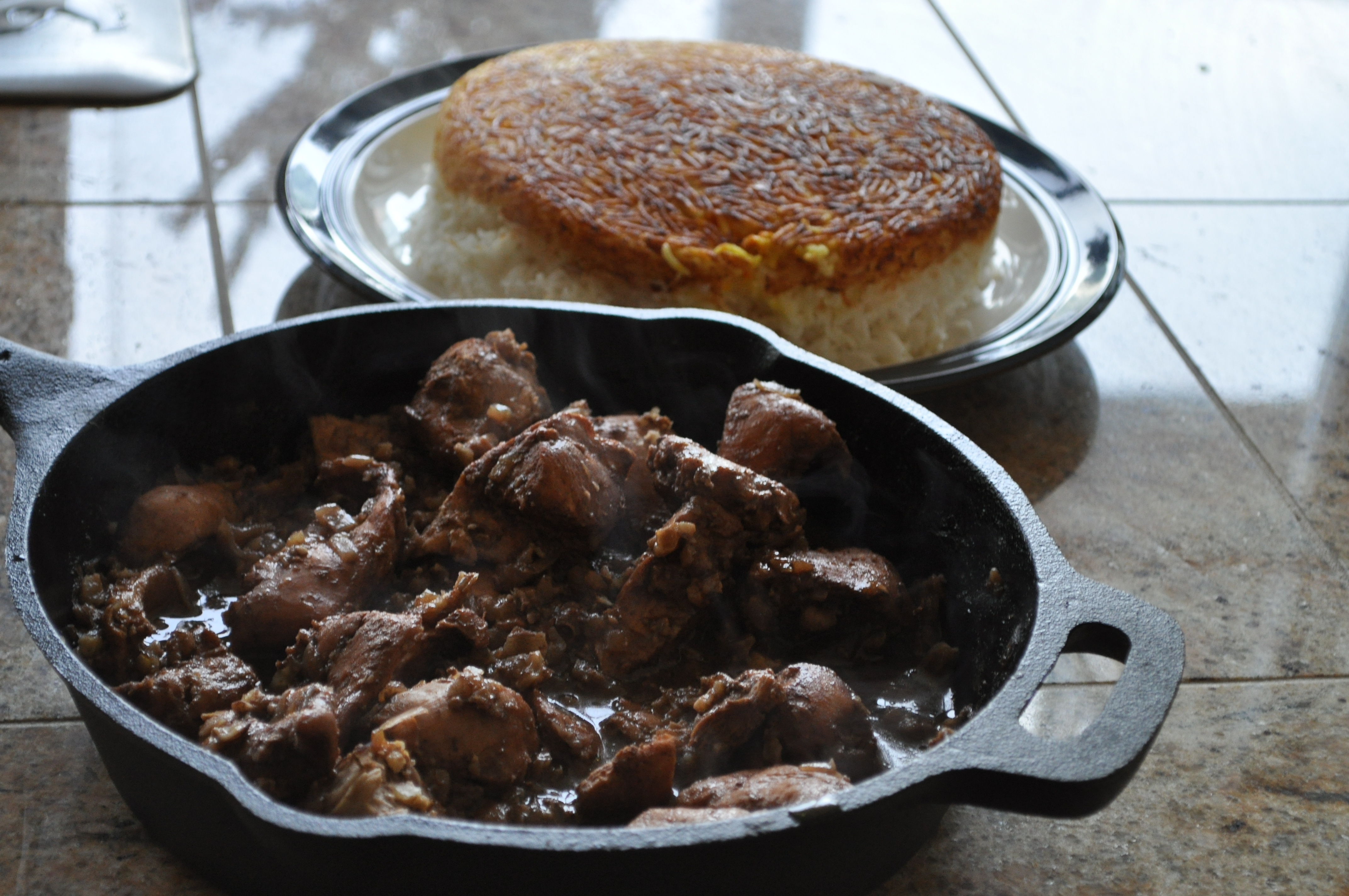
Un tah dig (al fondo) servido junto con un joresht.

La gastronomía de Irán o persa se puede considerar una mezcla diversa de características y estilos culinarios provenientes de todas y cada una de sus provincias y regiones. Muy apreciado de la gastronomía de este país es el caviar conocido internacionalmente. 

## Ingredientes
En la cocina iraní, que es muy sencilla, siempre hay pan, verduras frescas y agua. El arroz es un elemento imprescindible en los platos, así como la sal común, la pimienta y el zumaque (una especia suave). Existen diversas clases de pan, lo más natural es que se sirva toda la comida de una sola vez, sin un orden preestablecido pero lo que sí es costumbre es comer primero los platos más fuertes y después los más ligeros.

### Especias
La cocina iraní contiene varias recetas muy sofisticadas que emplean hierbas tales como la menta, la hierbabuena, el cilantro, etc. La especia más conocida en Irán es el zumaque que suele ser un acompañante de la mayoría de los platos iraníes. En algunos platos de arroz iraníes se suele incluir bayas en remojo  de zereshk (agracejo).

## Platos

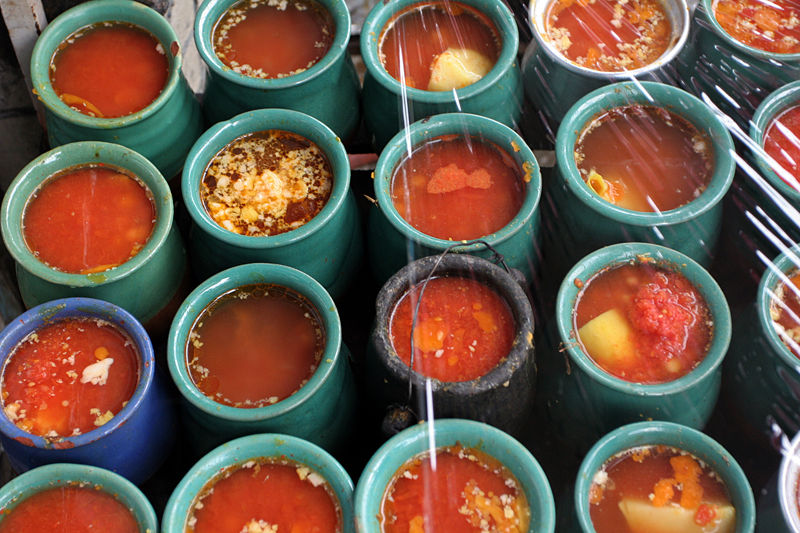
Botes de abgusht

En la cocina persa se preparan abundantes sopas cuyo contenido puede ser de lentejas, de fideos, de yogur, con frutos secos, etc. Se conoce el abgusht (también denominado dizí por el recipiente en que se prepara y sirve) se trata de un plato con marcado carácter nacional que consiste en un cocido con carne de cordero, chucrut y garbanzos y que se puede considerar un rito a la hora de servir, por terminar la elaboración el propio comensal con un mortero tras servirse. Las distintas regiones de Irán tienen sus particulares maneras de prepararlo y de esta forma se puede encontrar con alubias, berenjenas, con riñones de cordero fritos en aceite, etc. 

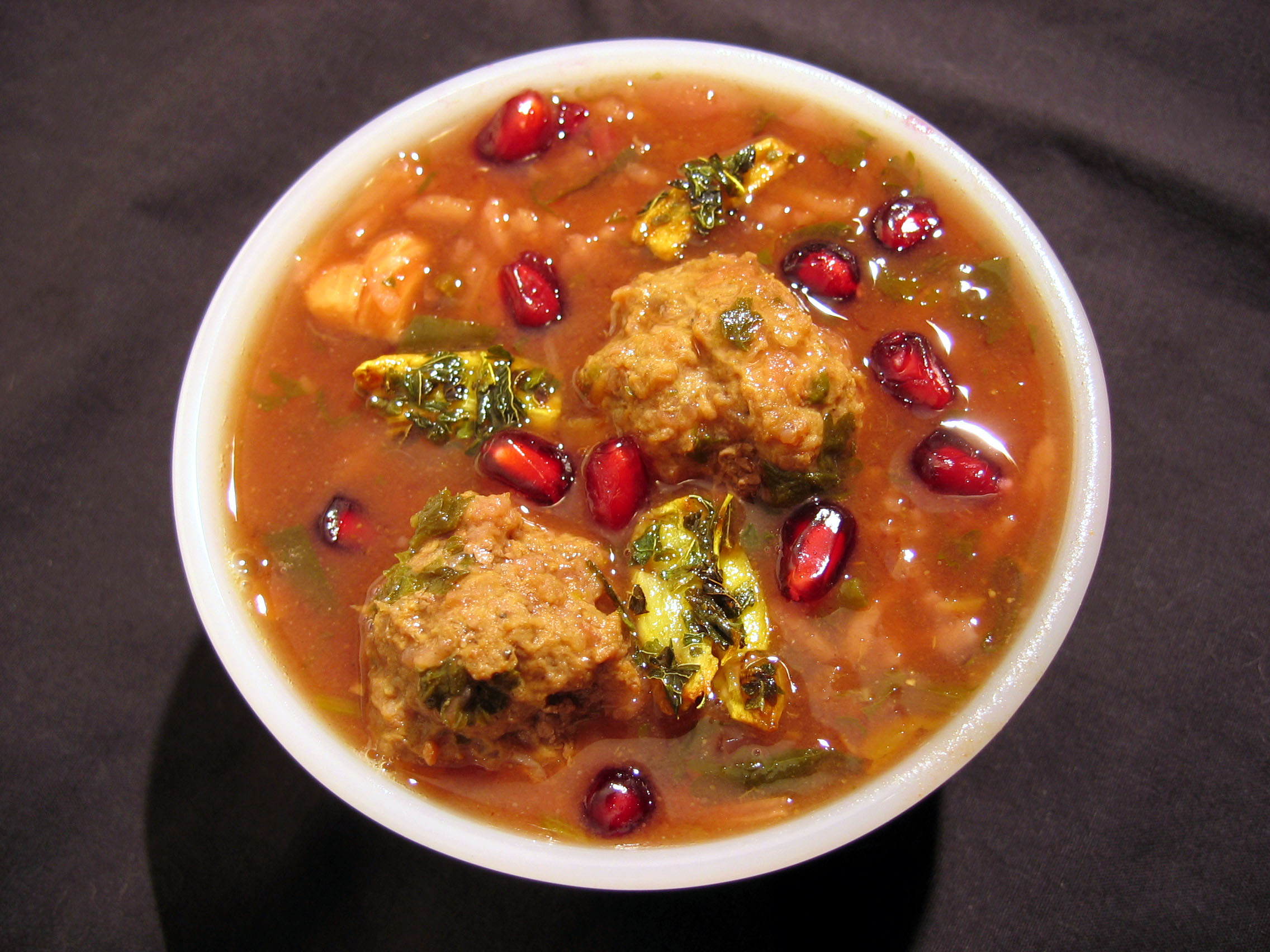
Ash-e anar, ash de granada

El plato más conocido en Occidente es el kebab que normalmente se elabora con carne de cordero, aunque existen variedades como el chelow kabab que es el mismo kebab pero acompañado de arroz y el kabab-e morgh con pollo asado. En Irán existe el ash que es una sopa, componente básico en la dieta persa, de simple ejecución y muy sabroso, que se puede preparar de diferentes maneras dependiendo de la región donde se deguste. En la zona del Caspio se puede comer kebab de esturión y en Tabriz hay una variante de kebab denominada farsi shishlik (o en lengua azerí pizola) que consiste en un pincho en el que se ensartan costillas de lechal y se acompaña de tomates y pimientos verdes, a veces muy picantes. En otras partes del país el acompañante del kebab suele ser el arroz, los tomates asados, la zanahoria rallada o la remolacha, junto al pan se suelen servir cebollas crudas. También es muy conocido el shirin polo, que consiste en arroz con almendras, cáscara de naranja confitada y pollo sofrito con ajo, pasta de tomate y especias dulces.  

### Acompañamientos

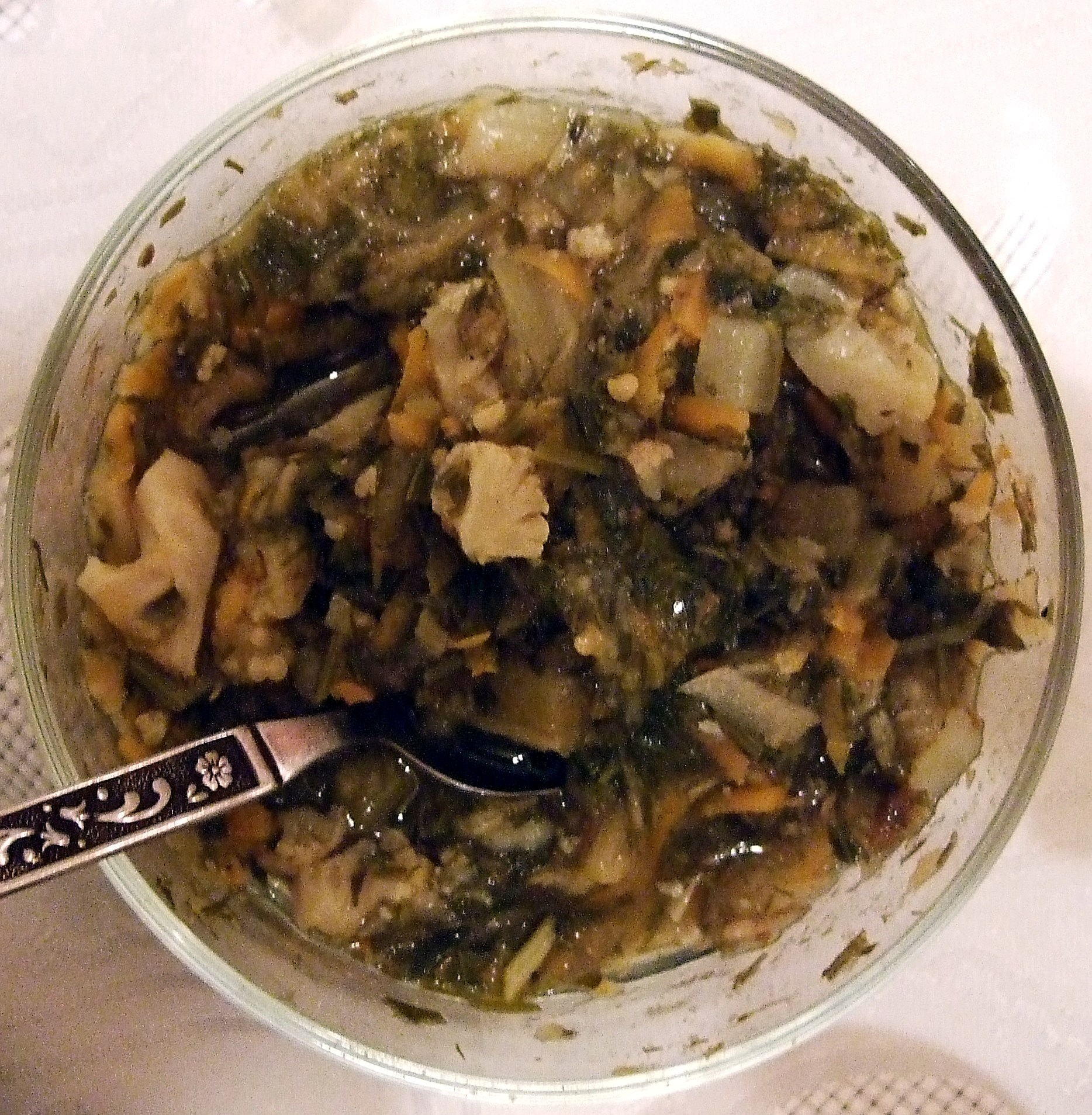
Torshí-e lité, encurtido con base de berenjena cocida.

Existen ciertos acompañamientos a los platos iraníes (mojallafat) que dependiendo ciertamente de la región son esenciales en la comida (nahar) y en la cena (sham). Estos platos incluyen hierbas frescas denominadas sabzi (una mezcla de albahaca, coriandro, cilantro, tarragon, berro), así como una variedad de panes, denominados noon (las variedades son: sangak, lavash, barbari), queso denominado panir, muy similar a la feta, pepinillos, tomates, cebollas, yogur y zumo de limón. 
Los encurtidos son realizados en vinagre. En la zona del Caspio es muy empleado el sir, compuesto de ajos en vinagreta. Muy frecuente es el torshí-e jiarshur (pepinillos en salmuera). El yogur en el farsi mast forma parte de todo menú diario, se prepara en ensalada, con ajo, hierbabuena, se mezcla con fruta fresca y se le añade miel; este plato se puede comer de postre, así como entre platos o como entremés. 
El té (chai) se sirve a la hora del desayuno e inmediatamente antes y después de cada comida y cena. El té se suele tomar en las chaijane (casa de té). En el siglo XIX eran un lugar de encuentro de artistas que acababan pintando las paredes con motivos mitológicos. En la actualidad son lugares con su propia personalidad.

### Pan

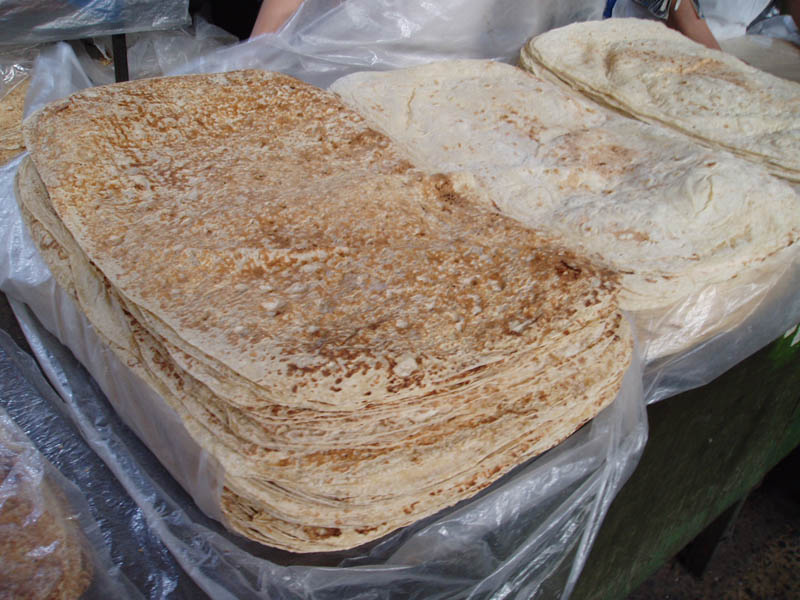
Hojas de pan lavash.

El pan (denominado nan o nun) se suele preparar de cuatro formas distintas: 
- El barbarí, elaborado con harina de trigo y es como la base de una pizza delgada de unos 40 a 60 cm de diámetro y es típico de las zona azarí (influencia claramente de la turca).
- El sangak, parecido al anterior pero fabricado con harina integral y tiene algo de grosor (medio centímetro) y posee algunos agujeros, este tipo de pan es el más popular del país.
- El lavash, elaborado con harina blanca; es de textura muy fina y se sirve doblado sobre un plato como una servilleta.
- El taftún, fino como el lavash pero de gran tamaño, elaborado a partir de harina de trigo. Este tipo de pan se suele cocer pegándolo a las paredes del horno.

### Postres
Son muy deseados y poseen mucha fama los dulces de Qom y Yazd. Los más típicos son el baglava, compuesto de nueces dulces aceitosas y normalmente cortadas en forma de diamante, el lowz-e-bidmeshk, que es un sauce perfumado, y el sohan, compuesto de harina y nueces dulces. El más popular y asequible en todos los lugares es el kebabi.